# Olevano sul Tusciano
Olevano sul Tusciano este o comună din provincia Salerno, regiunea Campania, Italia, cu o populație de 6.536 locuitori (1 ianuarie 2023) și o suprafață de 26,72 km².

## Demografie
Olevano sul Tusciano - evoluția demografică

|  | Graficele sunt indisponibile din cauza unor probleme tehnice. Mai multe informații se găsesc la Phabricator și la wiki-ul MediaWiki. |

Date: Recensăminte sau birourile de statistică - grafică realizată de Wikipedia